# Штормит, Лиза
Ли́за Шторми́т (имя при рождении — Елизавета Михайловна Новикова, род. 16 февраля 1988, Москва, СССР) — ольфакторный художник, куратор. Член Московского Союза художников. Живёт и работает в Париже.

## Биография
Лиза Штормит родилась 16 февраля 1988 года в Москве. Живёт и работает в Париже. С 2011 года работает под псевдонимом «Штормит». Окончила Всероссийский государственный институт кинематографии (Москва) в 2011 году как художник-постановщик анимационных фильмов (мастерская С. А. Алимова). Продолжила свое образование в Высшей школе экономики и Институте современного искусства Иосифа Бакштейна. В 2010 посещала «Свободные Мастерские» при ММСИ (мастерская Д. Камышниковой), после чего училась в резиденции ACME в Лондоне по программе, которая организована Фондом поддержки современного искусства «Винзавод».  Автор, методист и разработчик и ведущая образовательных программ в ММОМА, Еврейском музее и центре толерантности и центре Авангарда.
С 2012 года член Московского Союза художников. С 2021 года член организации Le 100ecs — Établissement culturel solidaire, Париж, Франция.

## Художественная деятельность

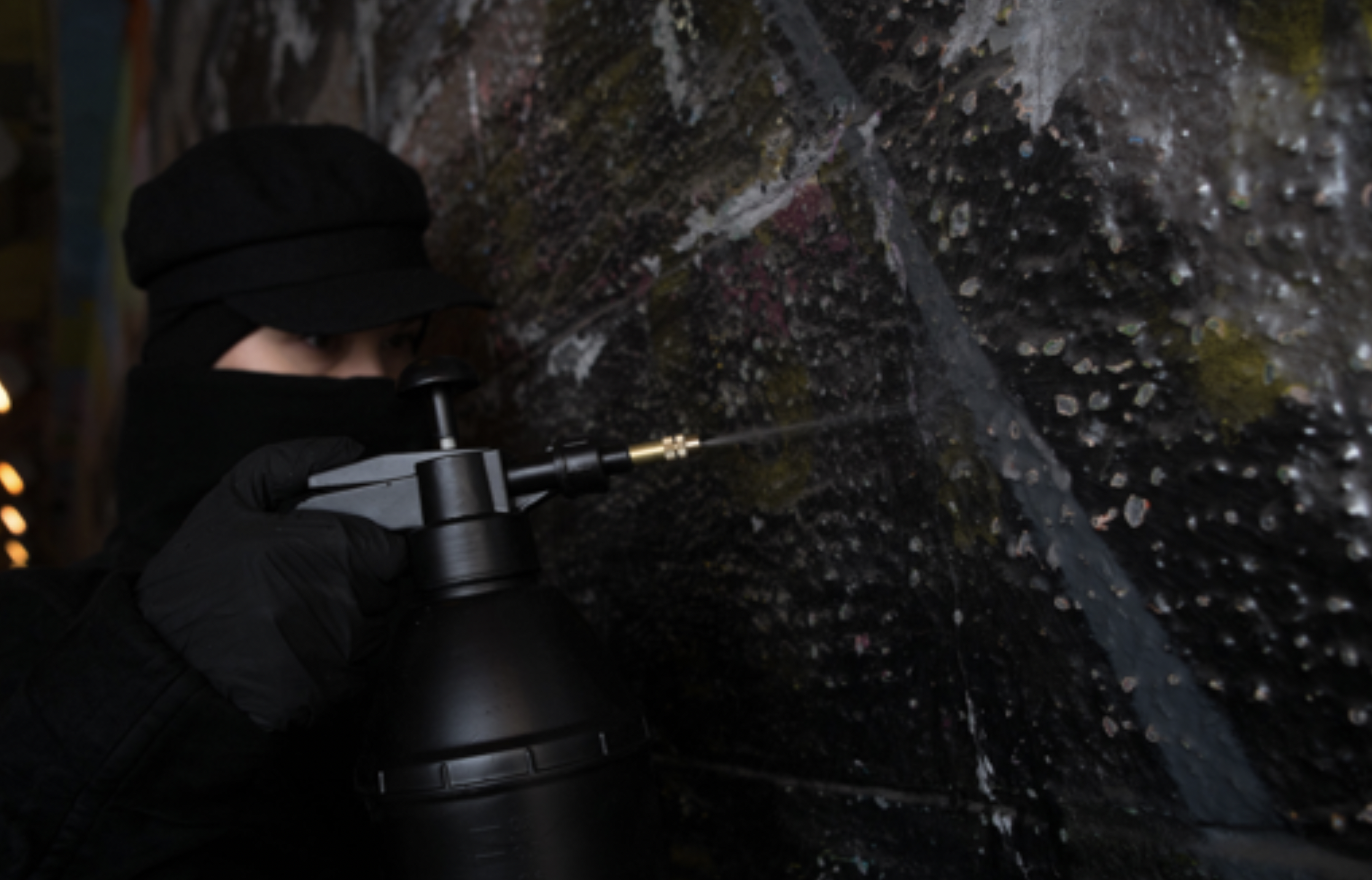
Ольфакторный перформанс "Диффузио", 2019. Показан на Винзаводе/Артплей, Москва.

Участвовала в более чем 130 выставках в России, в Париже, в Лондоне. Куратор более 17 проектов. Художник театра и кино, иллюстратор. Лиза Штормит работает и экспериментирует со множеством медиумов в различных жанрах — от иллюстраций до сценографии. Сегодня преимущественно работает с ольфакторными инсталляциями и интерактивными объектами, где исследует воплощение и взаимодействие с социальной средой и юмором.
Основные темы работ — память, восприятие и тактильность, иммерсивность, социальная ольфакторность. Главный принцип работы — сокращение дистанции между зрителем и искусством.  С 2019 года работает с французским композитором Николя Роммэ (Париж).
Курировала проекты галереи Total art Moscow, kz gallery, Cite Internationale des Arts, в передвижном музее Даниила Хармса. Гослитмузее. Как арт-продюсер реализовала несколько арт-проектов, в их числе — «Даниил Хармс. Музей в кубе». Главный куратор Музея Интеграции для людей с ограниченными возможностями в 2019 году, Москва (выставка «Мять. Колоть. Варить. Лить»).

В 2024 году Лиза Штормит представила свой ольфакторный объект Les sans dans («Беззубый») в Центре современного искусства Винзавод. 
«....алтарная зона с реликварием, в который помещен «запах бедности» — один из главных страхов Лизы Штормит. Стоит ли говорить, что для современного искусства в России, особенно для молодого, эта бедность является частой и вынужденной, так что нескромное обаяние «ольфакторной инсталляции», выполненной совместно с парфюмеркой Ириной Журихиной-Неза, на общем фоне выглядит совсем неуместно». Николай Нахшунов

### Персональные выставки
- 2021 — Перфоманс «Medium. Tarot», официальная программа Белые ночи, арт-резиденция 59 Риволи, Париж, Франция.
- 2021 — «nOsense», ателье Бизанс, Париж, Франция, в рамках программы арт -резиденции АСМЕ Лондон, Англия и при поддержке арт фонда МОСТ, Лондон, Англия и Центра современного искусства Винзавод, Москва, Россия
- 2019 — «La confiture» в официальной программе фестиваля Les Traversées du Marais, арт-резиденции Cité internationale des Arts, Париж, Франция
- 2018 — «Фамильные ценности», мастерская «Гнездо», Москва, Россия
- 2017 — «Pas droit» (Неровно), арт-резиденция Cite internationale des arts, Париж, Франция
- 2017 -«Le jeu de la paternité», в программе фестиваля Les Traversées du Marais, арт-резиденция Cite internationale d’arts, Париж, Франция
- 2017 — «Fig.ure», арт-резиденция Cite internationale d’arts, Париж, Франция

### Избранные выставки
- 2024 — «Чего ты боишься?», Винзавод, Москва, Россия[12][13]

- 2021 — Выставка «Межрегиональная выставка художников анимационного кино. Роль эскиза в мультипликации»[14], Выставочный зал СХР, Екатеринбург — Нижнетагильский музей изобразительных искусств, Нижний Тагил, Россия
- 2020 — Ярмарка blazar[15], Музей Москвы, Москва, Россия
- 2020 — Иммерсивный ольфакторный проект nOsense, ACME, Лондон, Великобритания
- 2019 — Инсталляция «Деньги не пахнут», Открытые Студии ЦСИ «Винзавод», Москва, Россия[16]
- 2019 — Выставка «Общий стол», финальная выставка «Открытых Студий», ЦСИ «Винзавод», Москва, Россия[17]
- 2019 — Выставка «Фамильные ценности»[18], мастерская «Гнездо», Москва, Россия
- 2016 — Куратор выставки «Гений Абсурда. Даниил Хармс»[19], Государственный Литературный музей, Дом И. С. Остроухова, Москва, Россия
- 2015 — Параллельная программа 6-й Московской Биеннале современного искусства, Музей Вадима Сидура, Москва, Россия
- 2015 — Куратор проекта «Даниил Хармс. Музей в кубе». Выставка «Азбука абсурда», Музей Хармса, «Галерея на Каширке», Москва, Россия
- 2013 — Участник выставки и кинопоказов «Разноцветные сны. Колыбельные мира. 21 художник / 60 мультфильмов»[20], Третьяковская галерея, Москва, Россия
- 2012 — Выставка «Волшебство анимации»[21], МАММ, Москва, Россия

### Ольфакторные проекты
Занимается ольфакторным искусством с 2017 года. Основные материалы — дерево, бархат, стекло, железо. Парфюмерные композиции создает сама на основе эфирных масел или используя прием так называемой «бытовой парфюмерии», ароматов повседневности. Некоторые свои проекты называет арома-инсталляциями, в которых идет отсылка к тактильным техникам Шванкмаера, а также чувственному и эмперическому восприятию мира. Ориентируется на астрологические данные при создании работ, работает с мистическими темами и городскими легендами, духами.

### Работа в кино, иллюстрации, театре и мультипликации
Создавала иллюстрации для книг и периодических изданий. Среди них сборник рассказов «В Питере жить: от Дворцовой до Садовой, от Гангутской до Шпалерной. Личные истории», вышедший тиражом более 12 тысяч копий, книга «Парфюмерный Дом Моды / Мой парфюм: как выбрать духи и подчеркнуть свой стиль» Ирины Вагановой, журналы In style, «Сноб», ArtyGeneration. Нарисовала обложку для испанского издания книги «Роковые яйца» М. А. Булгакова (ISBN: 978-84-96959-79-8).
Работает в кино, театре и мультипликации. В 2012 году в качестве художника работала над фильмом «Аргентинская колыбельная», который вошёл в сборник анимационных фильмов, основанный на колыбельных разных народов «Колыбельные мира». Художник-аниматор фильма «Книга МАЛГИЛ» из конкурсной программы «Короткий метр. Кинотавр 2014». 